# Nazionale femminile di pallacanestro della Scozia
La nazionale di pallacanestro femminile della Scozia, selezione delle migliori giocatrici di pallacanestro di nazionalità scozzese, rappresenta la Scozia e partecipa ai tornei internazionali femminili di pallacanestro gestiti dalla FIBA. È gestita dalla Federazione cestistica della Scozia.

## Storia

### Nazionale scozzese (1948-2005)
Affiliata alla FIBA dal 1947, poca gloria per il team scozzese, il quale, considerato di "terza fascia", dato lo scarso appeal della pallacanestro nel Paese, e la scarsa considerazione che la pallacanestro britannica detiene a livello internazionale, ha partecipato solamente all'edizione 1956 dei Campionati Europei, e non ha mai partecipato a Mondiali ed Olimpiadi.

### Nazionale britannica (dal 2005)
Dal 2005, sempre con Inghilterra e Galles, è stato costituito il team unificato della Gran Bretagna, con l'obiettivo di mettere in campo una squadra competitiva in grado di vincere medaglie ai giochi olimpici estivi Londra 2012. Esperienza già attuata a livello maschile in occasione delle Olimpiadi di Londra del 1948.

La nazionale maggiore continua comunque la sua attività in Division C, dove nell'edizione 2008 del corrispondente EuroBasket, si è classificata quinta.

## Piazzamenti

### Campionati europei
- 1956 - 16°

## Formazioni

### Campionati europei
Campionato europeo femminile di pallacanestro 19563 Duncan, 4 Miller, 5 Liddle, 6 Davis, 7 Herman, 8 Judge, 9 Service, 11 McCaw, 12 McQueen, 16 Watts, 18 Connelly, 24 Barclay, 25 Grieve,        All. -

### Europei piccoli stati
Campionato europeo FIBA dei piccoli stati Women 20124 Black, 6 Hayward, 7 Findlay, 8 Campbell, 9 Ritchie, 10 Buchan, 12 Corkindale, 13 Hood, 14 Baird, 15 Moore,        All. John Gordon
Campionato europeo FIBA dei piccoli stati Women 20144 Strain, 5 O'Brien, 6 Chaloner, 7 Gilbride, 8 Cumming, 9 Allison, 10 Taylor, 11 McGarvey Carvill, 12 Corkindale, 13 Schweikert, 14 Baird, 15 Nimmo,        All. Ben Gunn

## Nazionali giovanili
- Selezioni giovanili della nazionale di pallacanestro femminile della Scozia